# 이진 (일제강점기)
이진(李晉, 1921년 8월 18일 ~ 1922년 5월 11일)은 일제강점기 당시 이왕가의 일원이다. 이왕세제 이은 공의 장남이며, 이구의 형이다. 백부 이왕 생전에 출생한 이왕세질이었으나, 생후 1년도 안 되어 병으로 사망했다. 이왕가 최초이자 최후의 이왕세질이기도 하다.
본관은 전주, 휘는 진(晉)이다. 아버지는 당시 이왕세제였던 이은 공이며, 어머니는 일본 제국의 황족 나시모토노미야 모리마사 왕의 딸 마사코 여왕이다.

## 생애
일본 도쿄부 출생으로 조선을 방문했다가 귀국을 하루 앞두고 출생한 지 9개월도 채 안 되어 1922년 5월 11일 덕수궁 석조전에서 의문사하였다. 이진은 생전에 소화불량에 시달렸고 죽기 직전에는 초콜릿색을 띤 덩어리를 계속 토해냈었다고 하는데 단순한 병사인지, 독살인지는 아직도 확인되지 않고 있다.
시호 추서 여부는 기록이 발견되지 않아 알려진 것이 없다.
그는 사후 원손의 예로 묘(墓)는 원(園)으로 조성하여 예장하고 친할머니인 순헌황귀비 엄씨(엄귀비)의 묘소 건너편에 안장되었다. 그의 묘소가 조성된 곳 근처에는 한때 명성황후의 초장지가 있었다. 원호(園號)를 숭인원이라 하였다. 숭인원은 현재 서울특별시 동대문구 청량리동 204-2 영휘원 내에 있으며, 영휘원과 같이 사적 제361호로 문화재로 지정되어 보호받고 있다.

## 가족 관계
- 외조부: 나시모토 모리마사(1874년 - 1951년)
- 외조모: 나시모토 이쓰코(1882년 - 1976년)
  - 외숙부: 나시모토 노리히코[2]
    - 외사촌 동생: 나시모토 다카오

## 기타
- 신분은 왕세손이었으나 그는 순종의 조카에 해당된다.
- 동명이인인 은신군 이진은 족보상 왕자 이진의 5대조에 해당된다. 또한 이진은 그의 사촌 누이인 이해원[3]의 본명이기도 하다.